# Ежевицы
Ежевицы — деревня в Вяземском районе Смоленской области России. Входит в состав Ефремовского сельского поселения. Население — 8 жителей (2007). 
Расположена в восточной части области в 9 км к юго-востоку от Вязьмы, в 7 км восточнее автодороги Р132 Вязьма — Калуга — Тула — Рязань, на берегу реки Лосьминки. В 9 км западнее деревни расположена железнодорожная станция О.п. 9-й км на линии Вязьма — Занозная. 

## История
В годы Великой Отечественной войны деревня была оккупирована гитлеровскими войсками в октябре 1941 года, освобождена в марте 1943 года. 